# Pieter Claesz

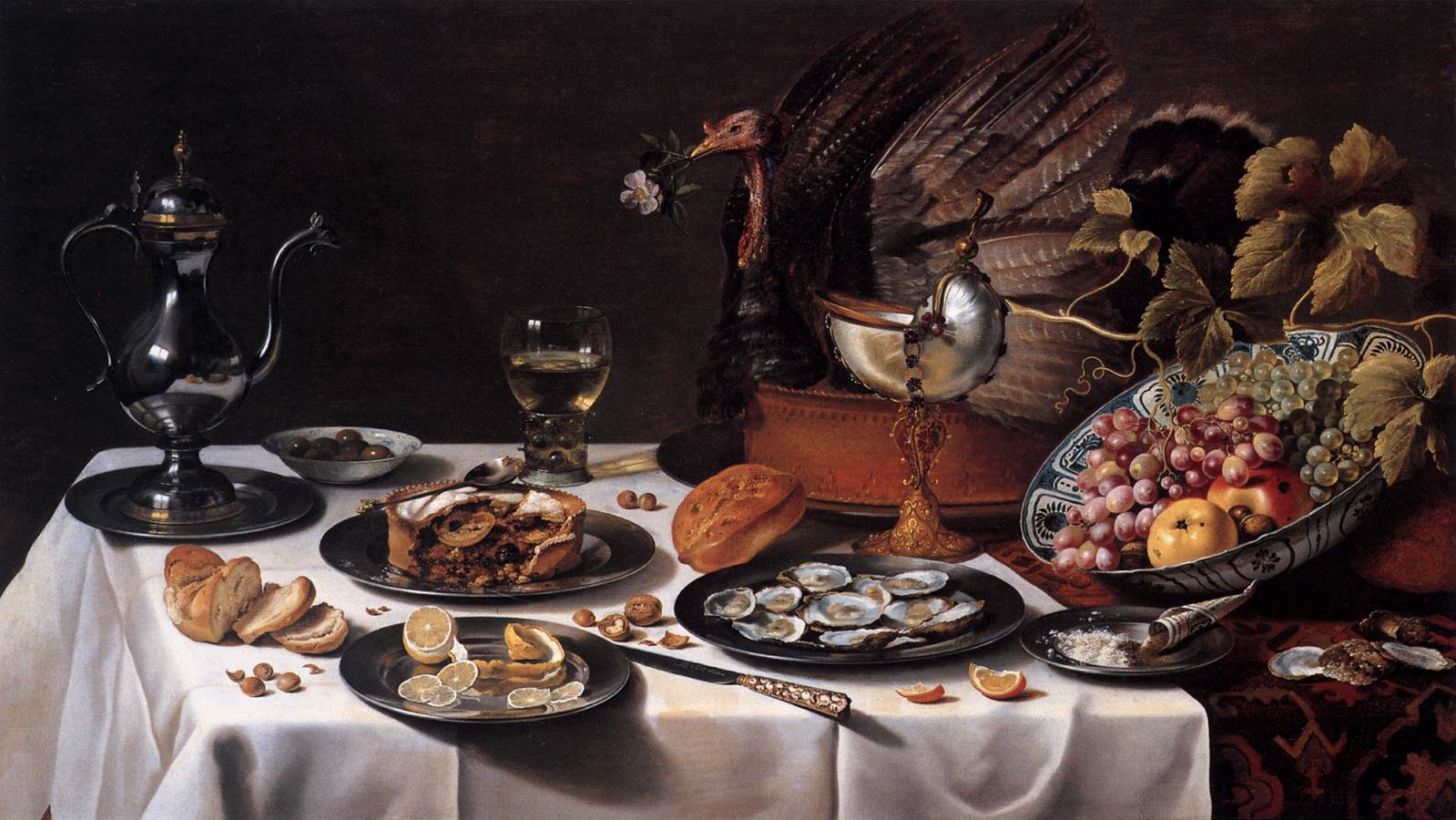
Pieter Claesz Natura morta, (1627)

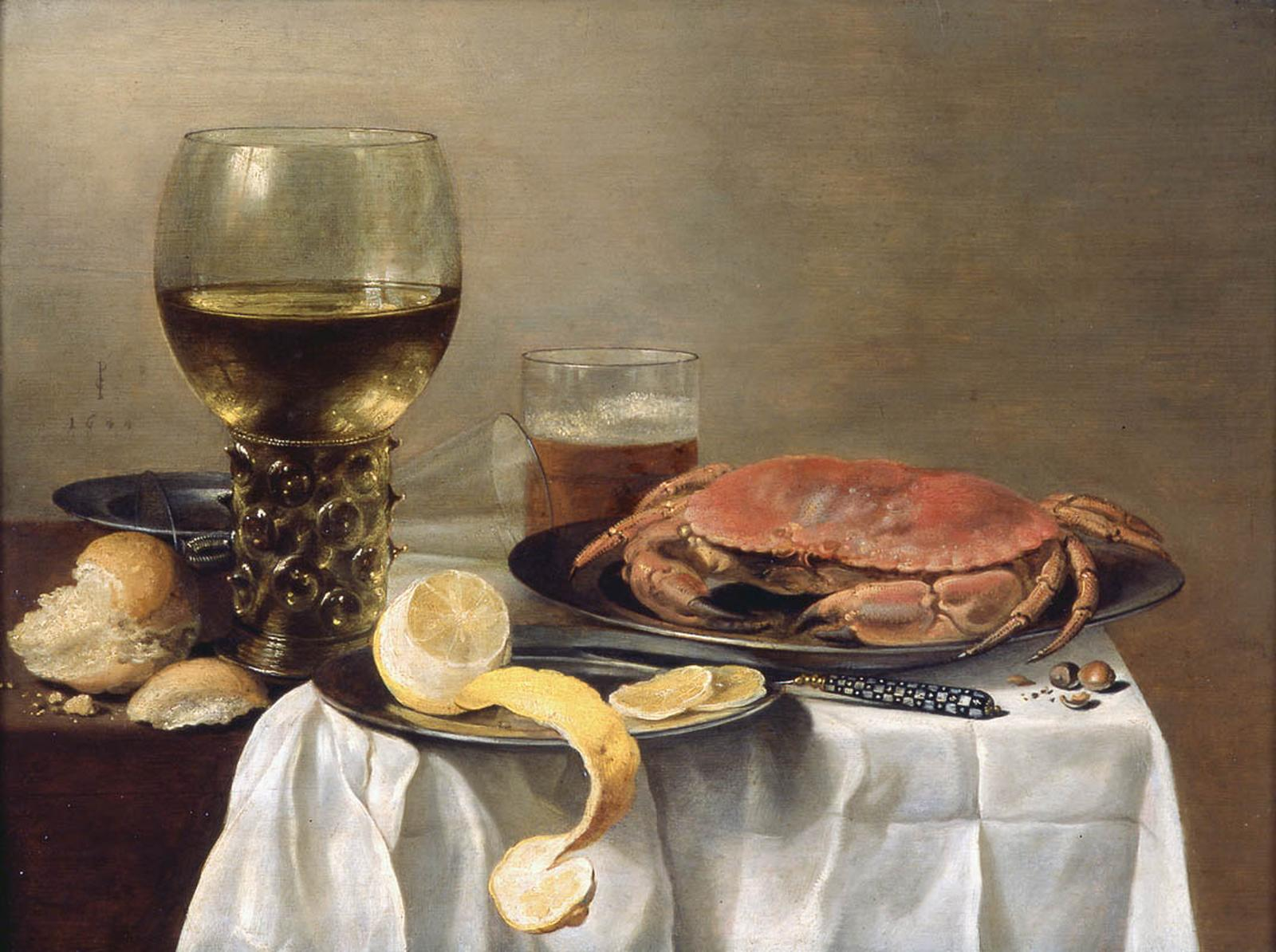
Nature morte au crabe (1644) Musée des beaux-arts de Strasbourg

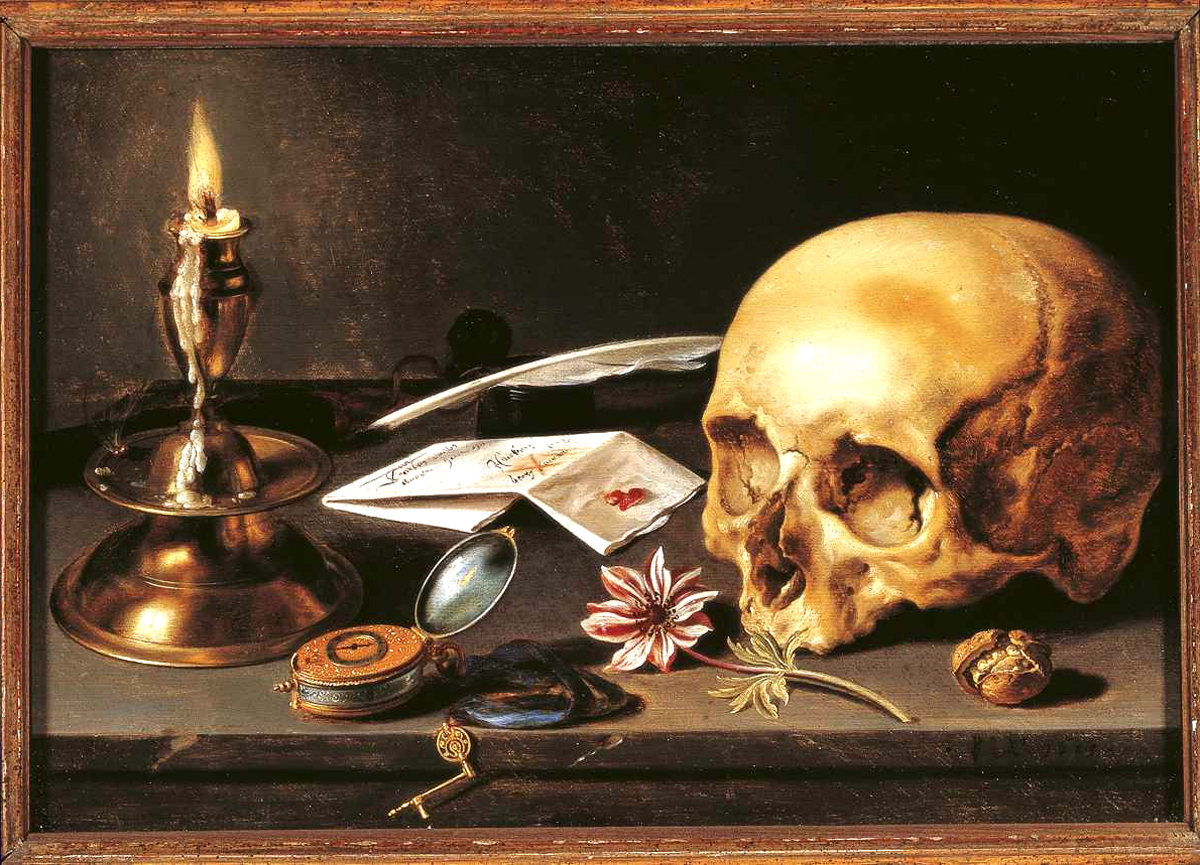
Vanitas - Still Life (1625)

Pieter Claesz (Berchem, 1597/1598 – Haarlem, 1º gennaio 1661) è stato un pittore olandese, uno dei più noti specialisti di nature morte, aventi come tema principale i 'banchetti' o le 'piccole colazioni'.

## Biografia
Nacque a Berchem, cittadina nei pressi di Anversa, ma visse nei Paesi Bassi, ad Haarlem dove risulta sposato dal 1618.
Le sue opere, eseguite prevalentemente tra il 1621 e il 1657, sono documentate ed evidenziano la svolta artistica apportata da Claesz: dalla natura morta, tipica dei pittori di fine Cinquecento al nuovo tema dei 'banchetti' o 'piccole colazioni' (Ontbijtjes), per lo più, monocromi evolventi, nel corso degli anni, verso una gamma di variazioni.
Le sue opere si caratterizzarono per il gioco di luci sugli oggetti, come un bicchiere di vino, un coltello, un piatto di metallo con pesce o pane e una ciotola di bacche, che produce un effetto ricco evidenziando la solidità delle forme.
La trasformazione del suo gusto pittorico si manifesta dal passaggio dalle opere giovanili, caratterizzate da sfondi a campana o di tendaggi e con un impianto talvolta occasionale, alle opere della seconda fase contraddistinte da un orizzonte più basso, un'organizzazione più articolata. In un terzo periodo creativo, il pittore elaborò con più attenzione il livello prospettico dei primi piani, impreziosendolo con riflessi argentati, armonie cromatiche soffuse come appare nella Natura morta del 1646 conservata a Praga.
In questa fase matura, appare pregevole la sintesi tematica, il virtuosismo immerso nell'incanto poetico e nella tonalità cromatica. Molti elementi del suo gusto tardivo si saldarono con quello giovanile di Willem Claesz Heda, che però evidenziò maggiore sensibilità nella luminosità e una maggiore liricità.
Tra i prosecutori di Claesz si può citare il pittore Roelof Koets, noto per i suoi dipinti di grappoli d'uva.
Nicolas Berchem Claesz, figlio di Pieter Claesz, nato nel 1620, divenne un famoso paesaggista.